# Dossinia marmorata
Die Orchidee Dossinia marmorata ist die einzige Art der Pflanzengattung Dossinia innerhalb der Familie Orchideen (Orchidaceae). Dieser Endemit kommt nur in der Nordhälfte Borneo vor.

## Beschreibung

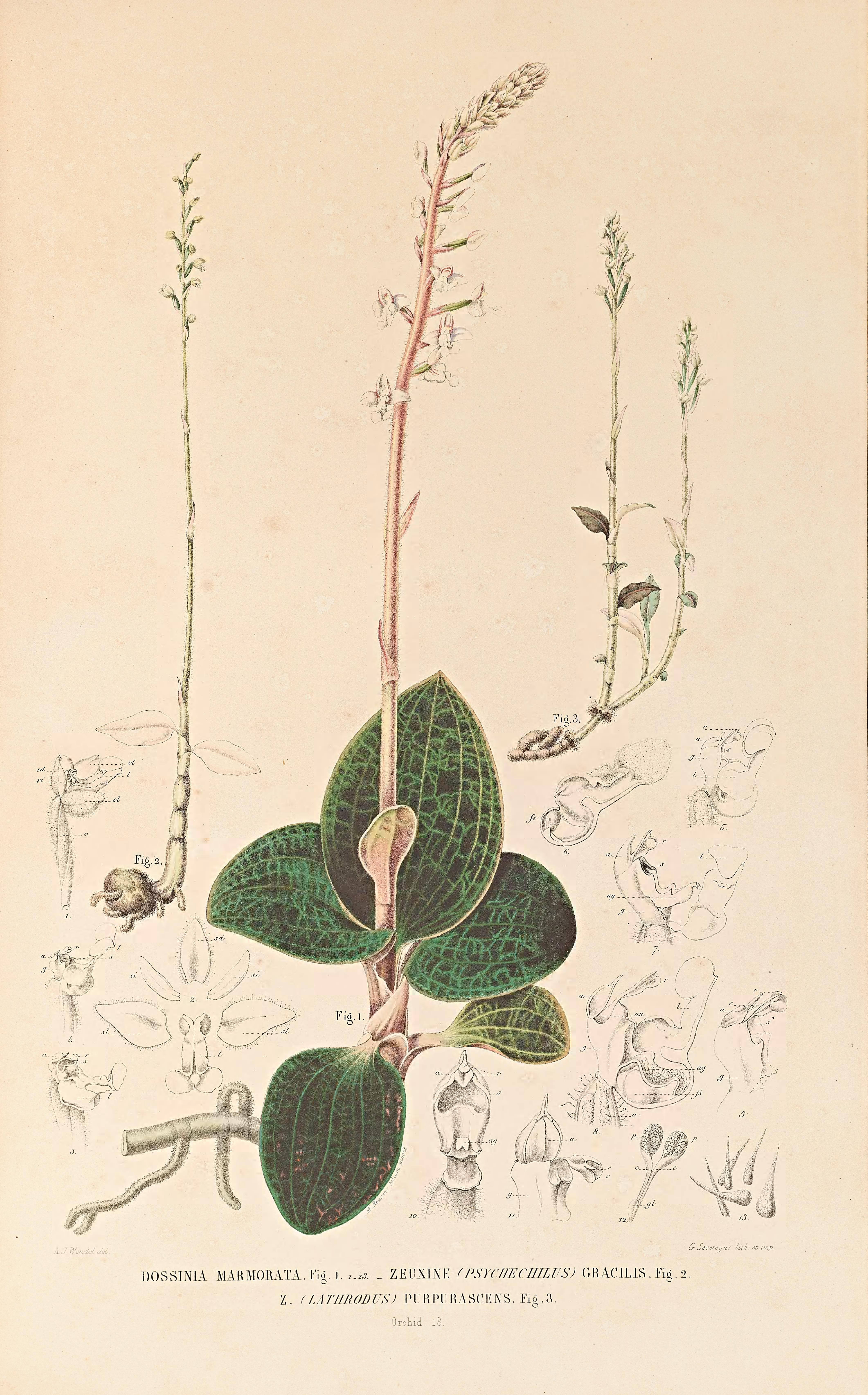
Illustration aus Karl Ludwig von Blume: Collection des Orchidées les plus remarquables de l'archipel Indien et du Japon, 1858

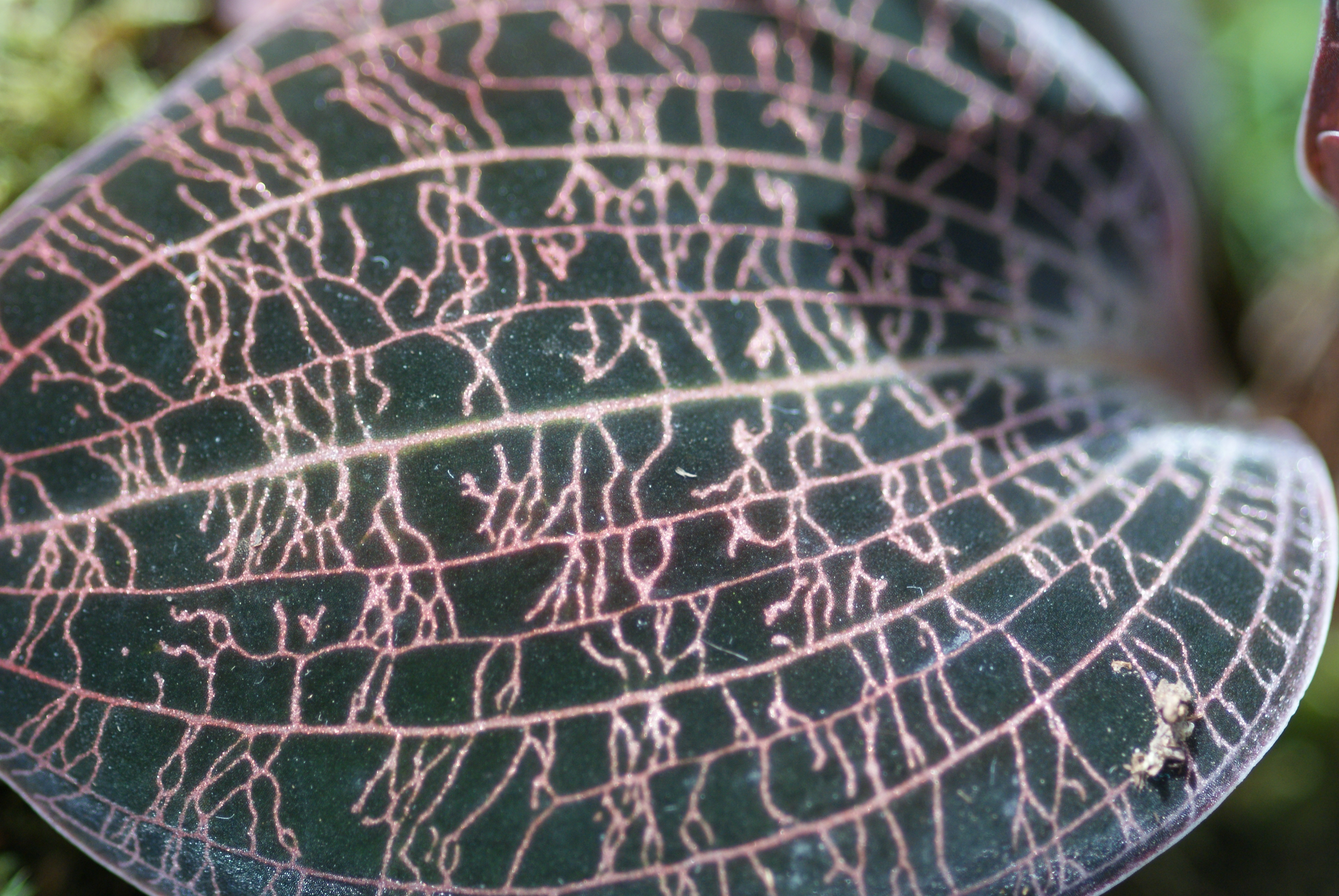
Laubblatt mit netzförmiger Aderung

### Vegetative Merkmale
Dossinia marmorata ist eine relativ kleine, ausdauernde krautige Pflanze. Sie besitzt ein kriechendes Rhizom mit wenigen Internodien. Die oberirdischen Sprossachse ist mit wenigen Laubblättern besetzt. Die einfache Blattspreite ist elliptisch, am Grund verschmälert sie sich zu einem kurzen Blattstiel, der die Sprossachse röhrenförmig umfasst. Die Laubblätter weisen auf dunkelgrünem Grund eine kontrastreiche, netzförmige Aderung auf, die silbrig bis golden gefärbt ist.

### Generative Merkmale
Der endständige Blütenstand ist unverzweigt. Blütenstandsachse, Tragblätter, Fruchtknoten und die Außenseiten der Sepalen sind behaart. Am Blütenstandsschaft stehen einige Hochblätter. Die Tragblätter der Blüten sind etwa so lang wie Blütenstiel und Fruchtknoten zusammen.
Die zwittrige Blüte ist zygomorph und dreizählig. Der Fruchtknoten ist verdreht, die Blüten sind dadurch resupiniert. Die drei äußeren Blütenhüllblätter (Sepalen) sind nicht miteinander verwachsen, sie ähneln einander, die seitlichen Sepalen besitzen allerdings eine asymmetrische Basis. Die seitlichen inneren Blütenhüllblätter (Petalen) sind schmaler und haften mit dem Rand am oberen Sepal. Die Lippe ist von der Basis bis zur Spitze wie folgt gegliedert: Die Basis (Hypochil) ist schüssel- oder sackartig geformt, mit zwei seitlichen, fleischigen Anhängseln im Innern. Zusätzlich bildet die Lippe an der Basis zwei seitliche Lappen, die stumpf abgeschnitten enden und nach innen in das sackartige Hypochil weisen. Der mittlere Teil der Lippe, das Mesochil, ist kurz und wird nach vorne hin schmaler. Seine Seiten sind nach oben gebogen, so dass sich ein u-förmiger Querschnitt ergibt. Die Ränder der Lippe sind hier fleischig verdickt, diese Verdickung setzt sich außen am Hypochil noch ein Stück weit fort. Das Mesochil ist außerdem mit zwei haarig-warzigen Leisten versehen. Der vordere Teil der Lippe ist zweilappig, wobei jeder Lappen eine ungefähr quadratische Form hat. Die nur leicht gebogene Säule ist etwas asymmetrisch verdreht. Die Narbe besitzt neben dem fruchtbaren Teil zwei sterile Narbenlappen, die je einen dreieckigen Flügel aufweisen. Das Staubblatt ist im Umriss oval mit einer aufgesetzten, s-förmig gebogenen Spitze. Es enthält zwei Pollinien, die über je ein Stielchen mit der gemeinsamen, ovalen Klebscheibe (Viscidium) verbunden sind. Das Trenngewebe zwischen Narbe und Staubblatt (Rostellum) ist zweigezähnt.
Die Kapselfrucht ist spindelförmig.

## Vorkommen
Dossinia marmorata ist in der Nordhälfte Borneos in Höhenlagen bis 400 Metern verbreitet. Sie wächst im Schatten immergrüner Regenwälder. Man findet sie in Spalten und Mulden im Kalkstein, die mit zersetzer Laubstreu gefüllt sind.

## Systematik
Die Erstbeschreibung von Dossinia marmorata erfolgte 1848 durch Charles Jacques Édouard Morren in Annales de la Societe Royale d'Agriculture et de Botanique de Gand: Journal d'Horticulture et des Sciences Accessoires, Band 4, S. 171. Dabei wurde die Gattung Dossinia E.Morren aufgestellt. Der Gattungsname Dossinia ehrt den belgischen Apotheker und Botaniker Pierre Etienne Dossin (1777–1852).
Die Gattung Dossinia gehört zur Untertribus Goodyerinae aus der Tribus Cranichideae in der Unterfamilie Orchidoideae innerhalb der Familie Orchidaceae. Nächst verwandt mit Dossinia ist die Gattung Macodes.

## Verwendung
Schon seit Mitte des 19. Jahrhunderts wird Dossinia marmorata aufgrund ihrer kontrastreich gezeichneten Laubblätter als Zierpflanze verwendet. In Kultur benötigen die Pflanzen einen schattigen, luftfeuchten Standort. Das Substrat muss durchlässig und gleichmäßig feucht sein. Im Sommer sollte die Temperatur nicht unter 24 °C fallen und nicht über 28 °C ansteigen, im Winter, wenn die Pflanzen weniger wachsen, sollten sich die Temperaturen zwischen 15 und 24 °C bewegen.
Geschichtlich ist Dossinia marmorata von Bedeutung, weil mit ihr eine der ersten Kreuzungen zweier Orchideen-Arten gelang: John Dominy kreuzte Ludisia discolor und Dossinia marmorata, diese Pflanzenhybride wurde 1861 von der Gärtnerei Veitch als Goodyera × dominyi H.J.Veitch vorgestellt. Da die beiden beteiligten Arten heute zu unterschiedlichen Gattungen gerechnet werden, ist dies die erste künstlich hergestellte Hybride zweier verschiedener Orchideen-Gattungen.